# Diocesi di El Paso
La diocesi di El Paso (in latino Dioecesis Elpasensis) è una sede della Chiesa cattolica negli Stati Uniti d'America suffraganea dell'arcidiocesi di San Antonio. Nel 2021 contava 718.503 battezzati su 900.380 abitanti. È retta dal vescovo Mark Joseph Seitz.

## Territorio
La diocesi comprende 10 contee nella parte occidentale del Texas, negli Stati Uniti d'America: Brewster, Culberson, El Paso, Hudspeth, Jeff Davis, Loving, Presidio, Reeves, Ward e Winkler.
Sede vescovile è la città di El Paso, dove si trova la cattedrale di San Patrizio (St. Patrick Cathedral).
Il territorio si estende su 69.090 km² ed è suddiviso in 99 parrocchie, raggruppate in 7 vicariati.

## Storia
La diocesi è stata eretta il 3 marzo 1914, ricavandone il territorio dalle diocesi di Dallas, di San Antonio e di Tucson.
Originariamente suffraganea dell'arcidiocesi di Santa Fe, il 3 agosto 1926 è entrata a far parte della provincia ecclesiastica dell'arcidiocesi di San Antonio.
Il 16 ottobre 1961 e il 17 agosto 1982 ha ceduto alcune porzioni del suo territorio a vantaggio dell'erezione rispettivamente delle diocesi di San Angelo e di Las Cruces.

## Cronotassi dei vescovi
Si omettono i periodi di sede vacante non superiori ai 2 anni o non storicamente accertati.
- John J. Brown, S.I. † (22 gennaio 1915 - giugno 1915 dimesso) (vescovo eletto)

- Anthony Joseph Schuler, S.I. † (17 giugno 1915 - 29 novembre 1942 dimesso[3])
- Sidney Matthew Metzger † (29 novembre 1942 - 17 marzo 1978 ritirato)
- Patrick Fernández Flores † (4 aprile 1978 - 23 agosto 1979 nominato arcivescovo di San Antonio)
- Raymundo Joseph Peña † (29 aprile 1980 - 23 maggio 1994 nominato vescovo di Brownsville)
- Armando Xavier Ochoa (1º aprile 1996 - 1º dicembre 2011 nominato vescovo di Fresno)
- Mark Joseph Seitz, dal 6 maggio 2013

## Statistiche
La diocesi nel 2021 su una popolazione di 900.380 persone contava 718.503 battezzati, corrispondenti al 79,8% del totale.
| anno | popolazione | popolazione | popolazione | presbiteri | presbiteri | presbiteri | presbiteri                | diaconi | religiosi | religiosi | parrocchie |
| anno | battezzati  | totale      | %           | numero     | secolari   | regolari   | battezzati per presbitero | diaconi | uomini    | donne     | parrocchie |
| ---- | ----------- | ----------- | ----------- | ---------- | ---------- | ---------- | ------------------------- | ------- | --------- | --------- | ---------- |
| 1950 | 144.591     | 427.939     | 33,8        | 127        | 46         | 81         | 1.138                     |         | 89        | 404       | 52         |
| 1966 | 200.000     | 620.000     | 32,3        | 175        | 93         | 82         | 1.142                     |         | 209       | 401       | 70         |
| 1970 | 185.000     | 700.000     | 26,4        | 211        | 134        | 77         | 876                       |         | 105       | 386       | 68         |
| 1976 | 216.000     | 654.213     | 33,0        | 166        | 93         | 73         | 1.301                     | 1       | 137       | 340       | 72         |
| 1980 | 264.510     | 811.000     | 32,6        | 172        | 97         | 75         | 1.537                     | 33      | 127       | 375       | 79         |
| 1990 | 435.000     | 650.000     | 66,9        | 126        | 73         | 53         | 3.452                     | 26      | 103       | 211       | 51         |
| 1999 | 597.275     | 784.511     | 76,1        | 132        | 92         | 40         | 4.524                     | 14      | 16        | 247       | 58         |
| 2000 | 612.207     | 793.210     | 77,2        | 132        | 92         | 40         | 4.637                     | 14      | 83        | 243       | 58         |
| 2001 | 630.573     | 798.763     | 78,9        | 134        | 92         | 42         | 4.705                     | 14      | 83        | 247       | 58         |
| 2002 | 648.340     | 799.843     | 81,1        | 123        | 86         | 37         | 5.271                     | 11      | 77        | 253       | 58         |
| 2003 | 647.000     | 801.000     | 80,8        | 123        | 86         | 37         | 5.260                     | 11      | 77        | 241       | 58         |
| 2004 | 656.035     | 811.739     | 80,8        | 117        | 81         | 36         | 5.607                     | 11      | 75        | 254       | 58         |
| 2006 | 668.000     | 827.000     | 80,8        | 107        | 67         | 40         | 6.242                     | 14      | 75        | 162       | 54         |
| 2013 | 689.549     | 877.940     | 78,5        | 111        | 68         | 43         | 6.212                     | 25      | 68        | 118       | 57         |
| 2016 | 693.793     | 884.407     | 78,4        | 110        | 65         | 45         | 6.307                     | 35      | 63        | 103       | 57         |
| 2019 | 720.226     | 900.283     | 80,0        | 115        | 65         | 50         | 6.262                     | 33      | 68        | 100       | 60         |
| 2021 | 718.503     | 900.380     | 79,8        | 118        | 72         | 46         | 6.089                     | 28      | 60        | 100       | 99         |